# Nouveau Contrat social
Le Nouveau Contrat social (en néerlandais : Nieuw Sociaal Contract, abrégé en NSC) est un parti politique néerlandais situé au centre droit de l'échiquier politique. Fondé sur la démocratie chrétienne en 2023, il est dirigé par Pieter Omtzigt jusqu'en 2025.
Le parti a pour priorité la « bonne gouvernance » et la gestion de la sécurité sociale. Le nom du parti est dérivé du livre d'Omtzigt, Un nouveau contrat social, publié en 2021, faisant référence aux théories du contrat développés en philosophie politique.

## Historique
En 2021, Pieter Omtzigt publie un livre, sous la forme d'un manifeste politique, intitulé Un nouveau contrat social, souhaitant diffuser des idées auprès de l'Appel chrétien-démocrate (CDA), son parti de l'époque. En juin 2021, il décide en tant que représentant de quitter le CDA et siège en tant qu'indépendant à partir de septembre.
Pieter Omtzigt doit sa popularité à son combat, mené contre sa propre famille politique, en faveur des victimes du scandale dit « des allocations », un scandale de fausses allégations de fraudes aux allocations familiales. L'affaire révèle que plus de 11 000 familles, accusées à tort de ces fraudes, ont été contraintes à rembourser de manière rétroactive les allocations perçues sur plusieurs années de 2013 à 2019, soit des dizaines de milliers d'euros. Les révélations, portées notamment par le représentant Pieter Omtzigt, touchent directement le gouvernement en place : de hauts fonctionnaires dont certains ministres de Mark Rutte ayant eu connaissance de ces dysfonctionnements mais choisi d’étouffer l'affaire. Le scandale provoque plusieurs démissions, dont celle du ministre des Affaires économiques Eric Wiebes, qui se retire définitivement de la vie politique, tandis que le chef de file du Parti travailliste (PvdA) Lodewijk Asscher, ministre des Affaires sociales et de l'Emploi sous le précédent gouvernement, quitte la tête du parti. Surtout, l'affaire provoque la tenue d'élections anticipées en 2021,. Certaines familles ont plongé dans l’endettement, d’autres ont été expulsées de leur logement, et quelque 2 000 enfants ont été enlevés à la garde de leurs parents.
En raison de la chute du quatrième gouvernement de Mark Rutte, Pieter Omtzigt fonde son nouveau parti, le Nouveau Contrat social, le 19 août 2023. Le manifeste rédigé en 2021 sert de base programmatique lors de sa fondation, un nouveau document et manifeste de 40 pages lors de la création du parti est publié.
Le 20 août 2023, Omtzigt annonce qu'il n'a pas pour objectif que son parti devienne le plus grand lors des élections législatives de 2023. Il a déclaré qu'il ne voulait pas devenir Premier ministre, mais être président de son groupe à la Chambre des représentants.
En septembre, lors de l'annonce des candidats pour les élections à la Chambre des représentants en novembre, il n'excluait pas de vouloir devenir Premier ministre. Eddy van Hijum devient président du comité qui a rédigé le programme électoral. Le parti compte, fin 2023, moins de 7 000 adhérents.
Le parti est ambigu sur son programme et son positionnement politique. Pieter Omtzigt est resté vague pendant la campagne des élections législatives de 2023 sur de nombreux sujets, dont les questions socio-économiques, le climat et l’Europe. Il n'a pas non plus exprimé sa position sur l'avortement ou l’abolition de la monarchie. Sur l'immigration, il estime que le respect des droits des migrants ne peut entraîner de difficultés pour les familles néerlandaises en quête d’un logement. Alors qu'il insiste sur sa volonté de « changer le système » et de réduire le pouvoir des « élites », son succès traduit l’insatisfaction de nombreux Néerlandais et le fort sentiment antisystème d'une partie de la population.
Le 18 avril 2025, Pieter Omtzigt quitte la direction du parti et est remplacé par Nicolien van Vroonhoven.

## Résultats électoraux

### Élections législatives
| Année | Voix      | %     | Rang | Sièges   | Gouvernement |
| ----- | --------- | ----- | ---- | -------- | ------------ |
| 2023  | 1 343 292 | 12,88 | 4e   | 20 / 150 | Schoof       |